# Antiblemma hamilcar
Antiblemma hamilcar là một loài bướm đêm trong họ Erebidae.